# Campionati europei di atletica leggera indoor 2021 - Staffetta 4×400 metri femminile
La gara della staffetta 4×400 metri femminile ai campionati europei di atletica leggera indoor di Toruń 2021 si è svolta il 7 marzo 2021 presso l'Arena Toruń.

## Podio
| Pos.    | Nazione                                                                                      |
| ------- | -------------------------------------------------------------------------------------------- |
| Oro     | Paesi Bassi Lieke Klaver, Marit Dopheide, Lisanne De Witte, Femke Bol                        |
| Argento | Regno Unito Zoey Clark, Jodie Williams, Amarachi Pipi, Jessie Knight                         |
| Bronzo  | Polonia Natalia Kaczmarek, Malgorzata Holub-Kowalik, Kornelia Lesiewicz, Aleksandra Gaworska |

## Record
| Record                | Record                                                                          | Record  | Record               | Record          |
| --------------------- | ------------------------------------------------------------------------------- | ------- | -------------------- | --------------- |
| Record del Mondo      | Russia Olesja Krasnomovec, Ol'ga Zajceva, Ol'ga Kotljarova, Julija Guščina      | 3'23"37 | Glasgow, Regno Unito | 28 gennaio 2006 |
| Record europeo        | Russia Olesja Krasnomovec, Ol'ga Zajceva, Ol'ga Kotljarova, Julija Guščina      | 3'23"37 | Glasgow, Regno Unito | 28 gennaio 2006 |
| Record dei campionati | Gran Bretagna Eilidh Child, Shana Cox, Christine Ohuruogu, Perri Shakes-Drayton | 3'27"56 | Göteborg, Svezia     | 3 marzo 2013    |

## Programma
| Data         | Ora   | Turno  |
| ------------ | ----- | ------ |
| 7 marzo 2021 | 19:10 | Finale |

## Risultati

### Finale
| Posizione | Nazione       | Atlete                                                                               | Tempo   | Note                  |
| --------- | ------------- | ------------------------------------------------------------------------------------ | ------- | --------------------- |
| Oro       | Paesi Bassi   | Lieke Klaver, Marit Dopheide, Lisanne De Witte, Femke Bol                            | 3'27"15 | Record dei campionati |
| Argento   | Gran Bretagna | Zoey Clark, Jodie Williams, Amarachi Pipi, Jessie Knight                             | 3'28"20 |                       |
| Bronzo    | Polonia       | Natalia Kaczmarek, Malgorzata Holub-Kowalik, Kornelia Lesiewicz, Aleksandra Gaworska | 3'29"94 |                       |
| 4         | Italia        | Rebecca Borga, Alice Mangione, Eleonora Marchiando, Eloisa Coiro                     | 3'30"32 | Record nazionale      |
| 5         | Ucraina       | Viktoriya Tkachuk, Anastasiya Bryzhina, Kateryna Klymyuk, Anna Ryzhykova             | 3'30"38 | Record nazionale      |
| 6         | Germania      | Corinna Schwab, Laura Müller, Brenda Cataria-Byll, Ruth Sophia Spelmeyer-Preuß       | 3'31"47 |                       |